# Eosentomon machadoi
Eosentomon machadoi är en urinsektsart som beskrevs av Bruno Condé 1949. Eosentomon machadoi ingår i släktet Eosentomon och familjen trakétrevfotingar. Inga underarter finns listade i Catalogue of Life.